# ルイス・デ・モリナ

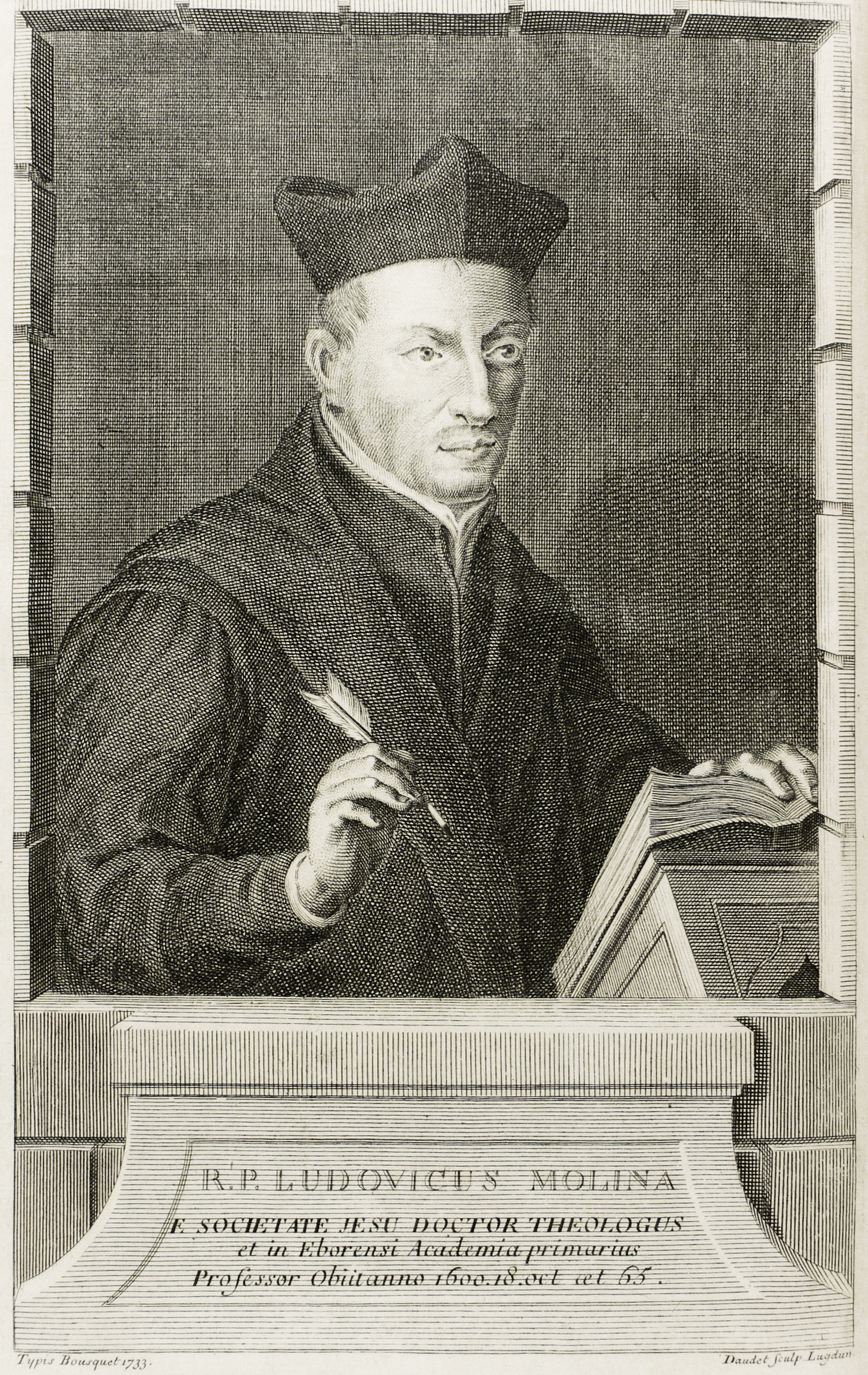
ルイス・デ・モリナ

ルイス・デ・モリナ（Luis de Molina、1535年9月 - 1600年10月12日）は、近世初期スペインの神学者・哲学者。16世紀サラマンカ学派の最末期の人物として知られる。イエズス会士。

## 略歴
クエンカ生まれ。サラマンカ大学で法学・神学・哲学を学び、1553年にイエズス会に入会。1563年にコインブラ大学で哲学、その後エボラの大学で哲学を教えた。その後サラマンカ大学で貨幣理論を教授。1600年にマドリードのイエズス会学院の倫理神学教授に就任するもその年のうちに同地で死去。

## 業績
神学者としては、神の恩寵と人間の自由意志の関係について、神の恩寵は人間の業に先行するが、人間の自由意志による同意と協働を通じて恵みが効果的なものになるとする説を唱えた。この説はモリナ主義と呼ばれてドミニコ会から非難を受けることになり、彼とドミンゴ・バニェスとの間で恩寵論争が展開された（詳細はモリナ主義を参照）。
経済理論においては、主著『契約論』などによりサラマンカ学派の貨幣論を集大成し世界的なものにしたとされている。また、トマス・アクィナスの自然法論を継承し、公共の福祉に反するような独占は自然法に反するとして否定した（この点をもって経済学者ヨーゼフ・シュンペーターは「アーサー・セシル・ピグーの厚生経済学とほぼ同じである」と評価している）。その一方で徴利（ウスラ / usura）については、「本来は不当なもの」としながらも現実には肯定する立場をとった。
神の全知と人間の自由の矛盾問題について、モリナは中間知という概念を用いて解決しようとした。モリナによれば、神は人間の自由な行為について予知することができる。これは、物理的世界に生じる現象に対して予知する知である自然知や、神の意思が原因となって生じる自由知とは違う形でないとならない。なぜなら、神は人間と同じく自由だし、神の意思の支配下にあるわけでもないからだ。そこで、神が個々人に関する膨大な数のシミュレーションを繰り返すことで、完璧にその人の状況を想像できる知である中間知という概念を導入することで、神の全知と人間の自由の問題を克服しようとした。

## 主著
- 『恩寵の賜物と自由裁量との調和』 （Concordia liberi arbitrii cum gratiae donis） 1588年
- 『契約論』 （Disputationes de contractibus） 1601年

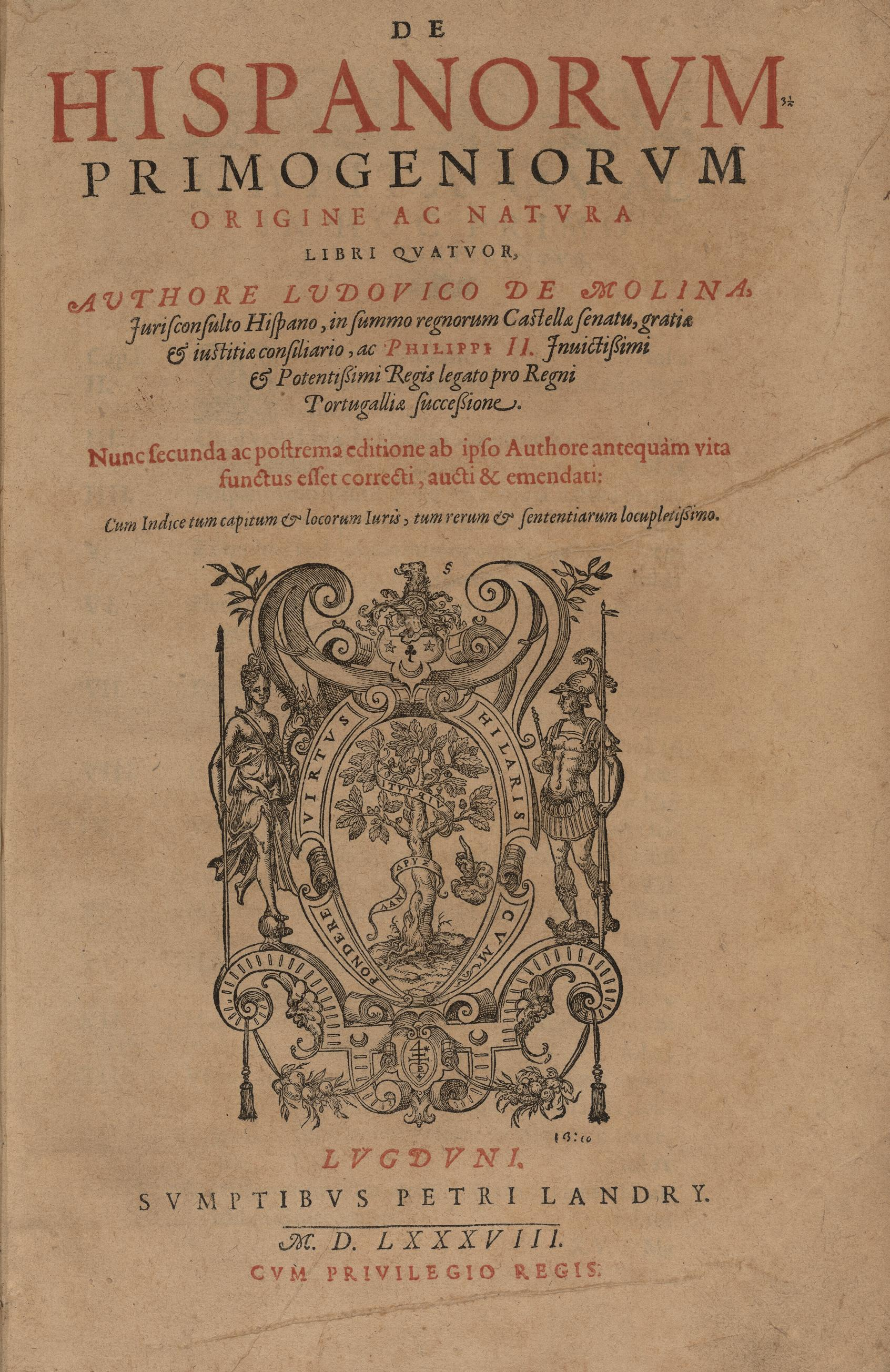
De Hispanorum primogeniorum origine ac natura, 1588
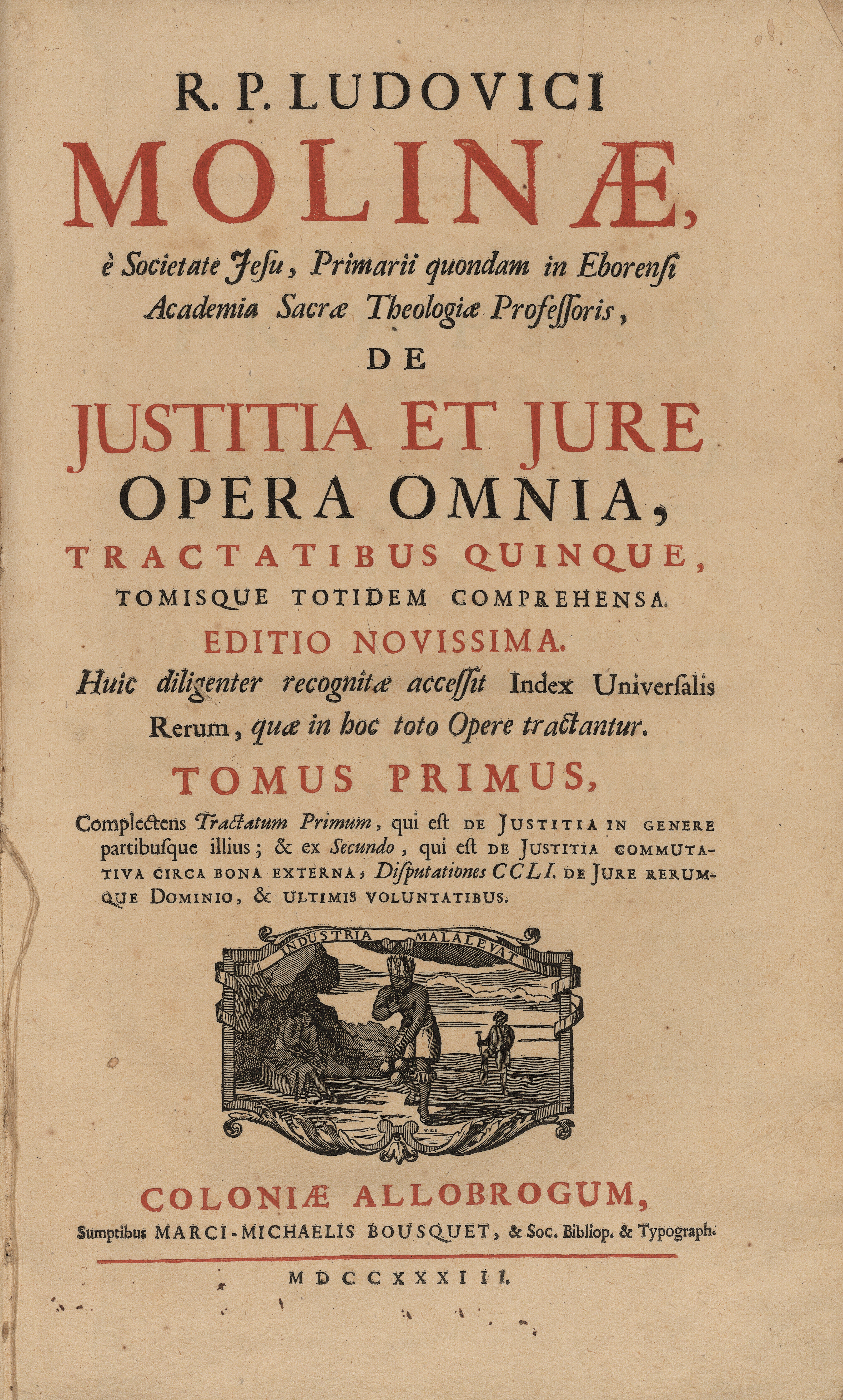
De iustitia et iure, 1733